# Scholle (Geologie)
Der Begriff tektonische Scholle bezeichnet in der Geologie ein Stück der Erdrinde, das durch tektonische Fugen wie Störungen oder Spalten von anderen Schollen getrennt ist. 
Die trennenden Fugen werden auch Schollennähte genannt. Oft weisen diese Fugen ähnliche Richtungen auf. Deshalb wird zum Beispiel ein Staffelbruch auch als Schollentreppe bezeichnet. Die relativ höher gelegene Scholle ist dann die Hochscholle, die abgesunkene bzw. nicht angehobene Scholle die Tiefscholle. Um ihre Längsachse verkippte Schollen heißen Kippschollen, Pultschollen oder auch Halbhorste bzw. Halbgräben. Reste von tektonischen Überschiebungen werden zuweilen Deckschollen genannt.
Andererseits können die einzelnen Schollen auch in verschiedene Richtungen zueinander bewegt worden sein. Die resultierenden Landschaftsformen heißen Bruchschollengebirge; siehe auch: Horst, Graben
Eine Nebengesteinsscholle hingegen ist ein fremdes Stück Gestein, das innerhalb eines magmatischen Gesteinskörpers eingeschlossen ist. Meist stammt sie direkt aus dem umgebenden Wirtsgestein. Manchmal kann die Scholle aber auch aus weit entfernten Bereichen stammen (Xenolith, umgangssprachlich auch „Fisch“).
Bei einem dünnflüssigen Lavastrom wird die bereits erstarrte Kruste oft in tafelförmige Stücke zerrissen, die dann in regellosen Massen angehäuft werden. Das erkaltete Gestein wird dann als Schollenlava bezeichnet.